# Cingalobolus bugnioni
Cingalobolus bugnioni är en mångfotingart som beskrevs av Carl 1918. Cingalobolus bugnioni ingår i släktet Cingalobolus och familjen Trigoniulidae. Inga underarter finns listade i Catalogue of Life.